# Dasyphora trichosterna
Dasyphora trichosterna är en tvåvingeart som beskrevs av Zimin 1951. Dasyphora trichosterna ingår i släktet Dasyphora och familjen husflugor. Inga underarter finns listade i Catalogue of Life.